# Pfarrkirche Bürs

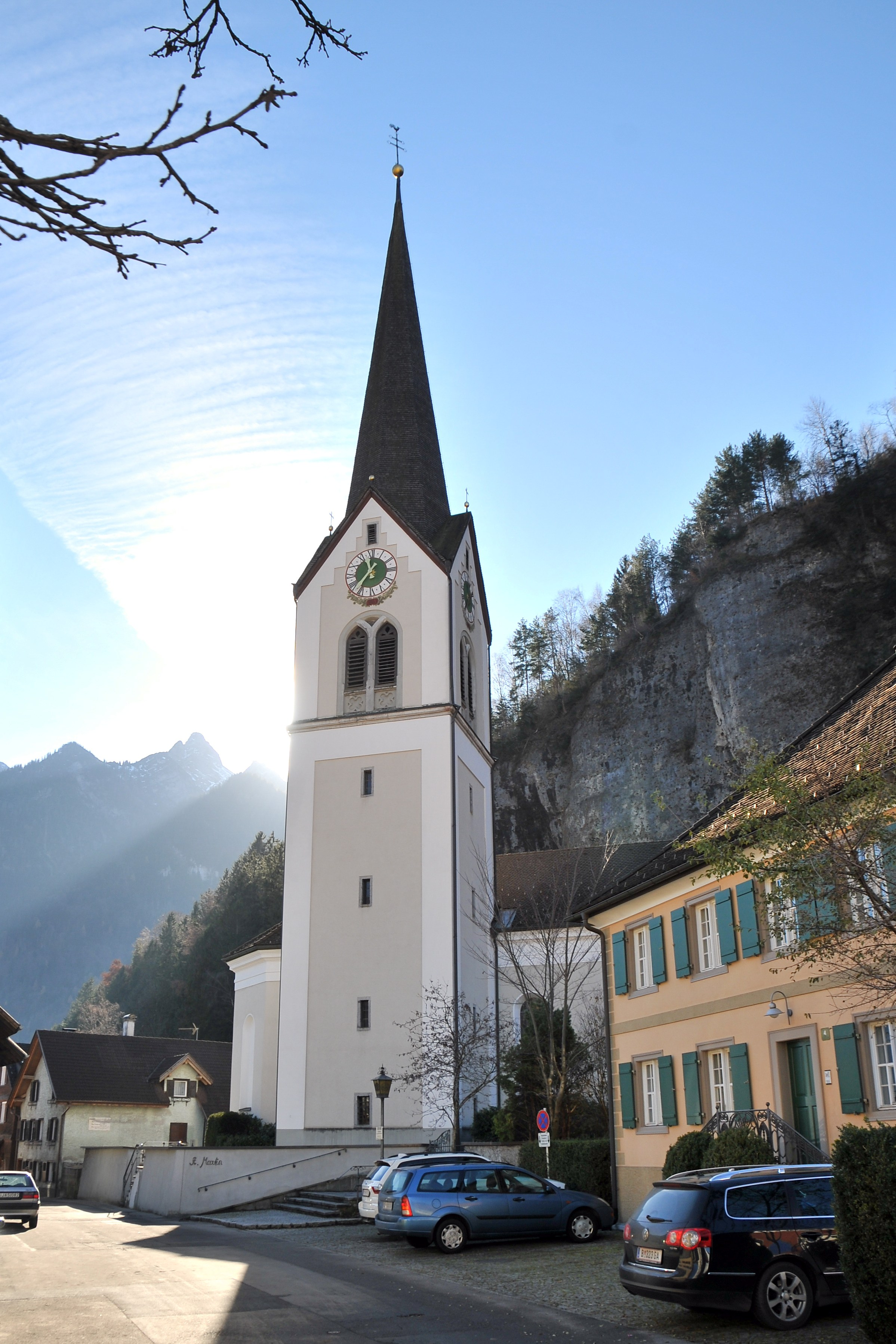
Kath. Pfarrkirche hl. Martin in Bürs

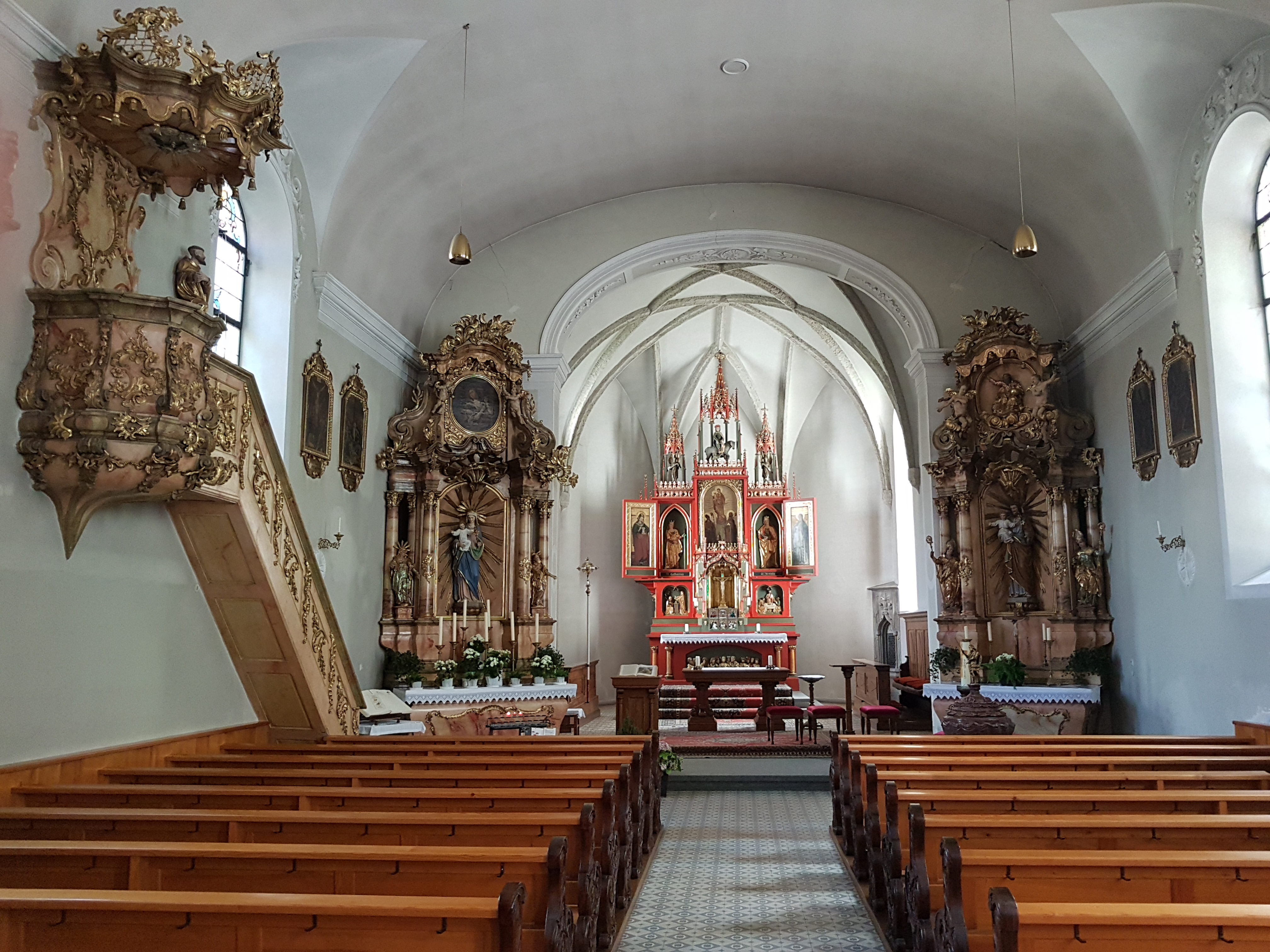
Kirchenschiff und Altar

Die römisch-katholische Pfarrkirche Bürs steht in der Gemeinde Bürs im Bezirk Bludenz in Vorarlberg. Die Pfarrkirche hl. Martin gehört zum Dekanat Bludenz-Sonnenberg in der Diözese Feldkirch. Die Kirche und der Friedhof mit Arkadengängen stehen unter Denkmalschutz.

## Geschichte
Um 842 wurde ecclesia de Puire nach villa Pladono (Bludenz) verpflichtet einen Zehent zu leisten und wurde daher als pfarrlich zugehörig erklärt. Die Kirche war um 1347 eine Frühmessstiftung. Die Kirche wurde vor 1442 zur Pfarrkirche erhoben. Um 1480 erfolgte ein Neubau, wobei der Chor erhalten blieb. 1768 wurde die Kirche barockisiert. 1843 wurde nach einem Brand das Langhaus erneuert und verlängert und 1872 geweiht.

## Architektur

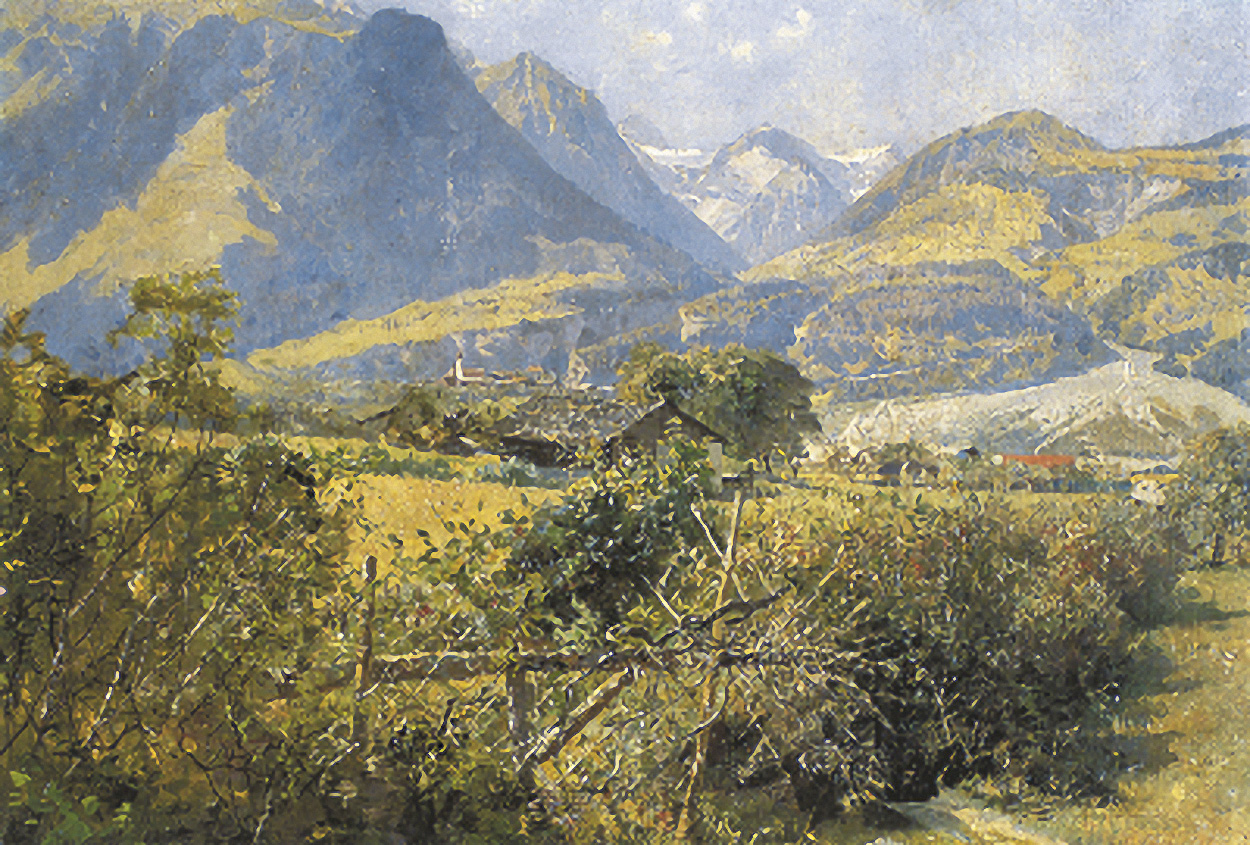
Das Gemälde von Jakob Jehly von etwa 1890 zeigt die Bürser Martinskirche noch mit der alten Turmzwiebel.

Die Kirche steht neben einem hoch aufragenden Felsen im Süden des Dorfes Bürs und ist von einem Friedhof umgeben. Der klassizistische Kirchenbau hat einen erhaltenen gotischen Chor, beide unter einem gemeinsamen Satteldach.
Das mächtige Langhaus hat eine klassizistische Giebelfassade, über dem rundbogigen Giebelportal ist ein Gemälde: Christus vertreibt die Händler aus dem Tempel. Auch die Längsseiten haben je eine Portalanlage. Der Nordturm hat gekoppelte Spitzbogen in den Rundbogenschallöffnungen. Das Portal des Turmes zeigt 1863, der Giebelspitzhelm wurde 1906 aufgesetzt. Ostseitig ist am Chor eine zweigeschoßige Sakristei angebaut.
Das vierjochige Langhausinnere hat flache Stichkappengewölbe über einem umlaufenden Gesims. Der eingezogene flachgedrückte Chorbogen steht auf Wandpfeilern. Der eingezogene zweijochige Chor mit einem Dreiachtelschluss hat gotische Netzrippengewölbe auf Konsolen. Im Chor ist ein und im Langhaus sind acht Rundbogenfenster mit Stuckbekrönung. Die gerade Empore auf zwei Säulen hat zwei Aufgänge. Die Chorbogenlaibung und die Emporenbrüstung zeigen Stuckdekor. Links im Chor befinden sich ein gotisches Sakramentshaus und eine Kielbogennische mit Fialtürmchen, seitlich geschmückt mit zwei leeren Schriftbändern und oben mit zwei Engeln (um 1480). Die Glasgemälde – im Chor links Lamm Gottes und rechts die Bundeslade, im Langhaus links Elisabeth, Theresia, Agnes und rechts Judas Thaddäus, Stanislaus Kostka, Tarzisius – schuf die Tiroler Glasmalereianstalt (um 1880/1890). Der Turm ist mit 50 Metern Höhe einer der höchsten in der Gegend.

## Ausstattung
Den Hochaltar mit einem neugotischen Aufbau baute Bertsch mit Teilen des ehemaligen gotischen Flügelaltares (um 1480). Der Hochaltar wurde von Hanns Martin (1886) gefasst. Das Altarbild (um 1580) zeigt Maria mit Kind und Theodul und Nikolaus. In seitlichen Nischen sind gotische Reliefs mit links Katharina und rechts Ursula. Gotische Flügelbilder zeigen auf der Innenseite links Magdalena und rechts Laurentius und auf den Außenseiten links Luzius und rechts Agatha. Im Gesprenge ist eine gotische Figur Martin mit zwei Engeln (um 1886). An der Predella ist links Opfer Melchisedechs und rechts Emmausjünger (1886). Im Antependium ist das ehemalige gotische Predellarelief Christus und die zwölf Apostel. In der Tabernakelnische sind ein Standkreuz und ein Engel mit einem Schriftband (1886).
Der linke Seitenaltar (um 1770) mit einem Viersäulenaufbau mit offenem Gebälk und einem Volutenaufsatz trägt die Nischenfigur Madonna mit Kind (um 1886) und zeigt im Oberbild Magdalena mit den Figuren Katharina und Barbara (um 1640). Der rechte Seitenaltar (um 1770) mit gleichem Aufbau trägt die Nischenfigur Josef (um 1886) mit Bischöfen als Seitenfiguren (um 1640) und im Auszug Gottvater (um 1640). Zwei Putten und ein Kruzifixus an der rechten Langhauswand wurden Johann Ladner (um 1770) zugeschrieben. Unter der Empore sind die Reliefs, links Abendmahl mit Magdalena bezeichnet mit 1640 CK Renoviert 1826 mit einem Wappen, und rechts Jesus im Tempel.
Die Kanzel mit Rocailledekor aus der Mitte des 18. Jahrhunderts trägt die Figuren Scholastika und Benedikt (um 1680).
Der Taufstein mit 1754 mit Kartusche und zwei Puttenköpfen trägt die Deckelfigur Johannes der Täufer. Die Kreuzwegstationen malte Josef Anton Bertle (1846).
Um 1710 beschafften die Bürser die erste Orgel für ihre Kirche. Liberat Ammann (Bludenz) baute 1844 ein Orgelwerk. Es wurde 1958 restauriert. Wegen des schlechten Zustandes schuf die Firma Pflüger im Zuge der Kirchenrenovierung von 1981 eine neue Orgel mit 17 Registern auf zwei Manualen und Pedal. Sie hat, wie die Vorgängerorgel, mechanische Spiel- und Registertrakturen.
Es gibt eine Glocke von 1647.